# Gislaved (comuna)
Gislaved (em sueco: Gislaved kommun;  PRONÚNCIA) é uma comuna da Suécia localizada no condado de Jönköping. Sua capital é a cidade de Gislaved. Possui 1 137 quilômetros quadrados e segundo censo de 2022, havia 29 481 habitantes.